# Долгое время. Россия в мире (монография)
«Долгое время. Россия в мире» — монография Егора Гайдара, вышедшая в свет в 2005 году. Книга посвящена исследованию долгосрочных проблем развития России и обобщает предыдущие работы Гайдара по экономической истории, аномалиям экономического роста социалистической экономики.

## Тематика
Название книги отсылает читателя к творчеству Ф. Броделя с его концепцией longue duree (одним из возможных переводов этого словосочетания является «долгое время»).
Книга посвящена проблемам развития России, с которыми она может столкнуться в ближайшие десятилетия. Отдельно автор рассматривает проблему применимости марксизма для анализа долгосрочных тенденций развития и приходит к выводу о неуместности применения этой концепции при рассмотрении соответствующей проблемы. Отдельные разделы книги посвящены феномену современного экономического роста, формированию аграрных обществ и их переходу к капитализму, особенностям экономического развития России и её перехода от плановой экономики к рыночной. Особенное внимание уделяется проблему перехода от плановой к рыночной экономике.
Егор Гайдар констатирует, что в целом страна уже вышла из периода бурных потрясений, связанных с изменением экономической и политической системы. Тем не менее перед Россией стоит сложная проблема адаптации к современному устройству мира, где происходит переход от аграрного устройства обществ к принципиально новому их состоянию. Так, презентуя свою книгу автор отметил: «Мир выходит на другой уровень развития, когда роль промышленности в занятости, в ВВП сокращается. Резко ускоряются технологические сдвиги. Попытки имитировать то, что было возможно и эффективно в эпоху угля и стали, оказываются бессмысленными».
Для того, чтобы выявить те трудности, которые могут встретиться на пути подобных преобразований, Егор Гайдар рассматривает опыт более развитых стран. Он замечает: «Надо понять — мы не одни в этом мире и мы сталкиваемся с неслучайными и глобальными проблемами. Мы имеем дело с глобальными проблемами, возникшими не вчера, и не только у нас. И, хотя такие проблемы долгосрочны, начинать их решать необходимо сегодня».

При этом опыт развития других стран не рассматривается как неизбежный — напротив, речь идёт о существовании альтернативных путей, но в случае схожего развития могут возникать и схожие по своему характеру проблемы. Кроме того, автор приходит к выводу о необходимости гибких демократических институтов, как необходимого условия для долгосрочного экономического роста (а не отдельных экономических рывков): 
«Может быть это главный урок, который следует извлечь из опыта развития России в XX веке. Сформировать систему, которая позволяет сочетать адаптивность и стабильность труднее, чем в краткосрочной перспективе ускорить темпы экономического роста. Но именно от решения этой задачи зависит судьба нашей страны в XXI веке».

## Оценки и история издания
Книга впервые издана в 2005 году в издательстве «Дело».
В целом монография была встречена доброжелательно. А. Чубайс даже писал о том, что «впервые за долгие годы безуспешных попыток у нас появилась работа мирового уровня, представляющая российскую обществоведческую школу».
Но звучали и голоса критики. Так, французский социолог Алексис Берелович: «композицию трудно назвать сбалансированной, перед нами скорее сведённые воедино разнохарактерные очерки. Из-за этого возникают диспропорции: некоторые факты или проблемы анализируются чересчур развёрнуто, другие замалчиваются или упоминаются мимоходом, вскользь». Берелович также пишет, характеризуя образ мысли Е. Гайдара: «присущий его мышлению очень жёсткий экономический детерминизм как бы полностью лишает значения конкретные политические решения, упраздняет проблему выбора той или другой альтернативы». В то же время «Долгое время» этот критик всё же рассматривает как ценную книгу, отмечая «многие интересные наблюдения и размышления».
Основатель фонда «Династия» Дмитрий Зимин на вручении премии «Просветитель» назвал книгу «Долгое время» «одной из величайших книг современности» и выразил глубокое сожаление от имени фонда «Династия» о том, что автора книги не успели наградить за неё.
Высоко оценивал книгу и академик РАН Абел Аганбегян, который отметил: «Эта книга, на мой взгляд, — поистине кладезь глубоких экономических идей в разных сферах: и в анализе новых черт современного экономического роста в мире, и в обобщающей характеристике особенностей экономического развития России с широким анализом постсоциалистического кризиса и восстановительного роста».

## Издания
- Гайдар, Е.Т. Долгое время. Россия в мире: очерки экономической истории. Собрание сочинений в пятнадцати томах. Том 3 / Е.Т. Гайдар. — М. : Издательский дом «Дело» РАНХиГС, 2012. — 712 с. — ISBN 978-5-7749-0693-2